# Kai Lämmerhirt
Kai Lämmerhirt (* 1973) ist ein deutscher Altorientalist.
Kai Lämmerhirt studierte von 1994 bis 2001 Altorientalistik, Mittelalterliche Geschichte sowie Alte Geschichte an der Universität Jena. 2001 schloss er das Studium mit dem Magister-Titel ab und wurde 2005 Wissenschaftlicher Mitarbeiter des Teilbereiches B4/III „Staatliche Kontrolle des offenen Raums – nomadische Kontrolle des Staates“ des Sonderforschungsbereichs 586 „Differenz und Integration“ der Deutschen Forschungsgemeinschaft an der Universität Leipzig. Ein Jahr später erfolgte die Promotion zum Thema Wahrheit und Trug. Untersuchungen zur altorientalischen Begriffsgeschichte an der Universität Jena. 2008 wurde Lämmerhirt Wissenschaftlicher Assistent am Lehrstuhl für Altorientalistik an der Universität Göttingen, 2010 in Jena. Zum Wintersemester 2015/16 erfolgte in Nachfolge von Markus Hilgert die Berufung auf die Professur für Assyriologie mit dem Schwerpunkt Sumerologie an der Universität Heidelberg. Lämmerhirts Forschungsschwerpunkt liegt auf der sumerischen Literatur der altbabylonischen Zeit.

## Publikationen
- Wahrheit und Trug. Untersuchungen zur altorientalischen Begriffsgeschichte. (= Alter Orient und Altes Testament, Band 348), Ugarit, Münster 2010, ISBN 978-3-86835-005-0.
- Die sumerische Königshymne Šulgi F. (= Texte und Materialien der Frau Professor Hilprecht Collection of Babylonian Antiquities im Eigentum der Friedrich-Schiller-Universität Jena, Band 9), Harrassowitz, Wiesbaden 2012, ISBN 978-3-447-06836-9.

## Einzelbelege
1. ↑  http://www.thlz.com/artikel/16403/

| Personendaten    | Personendaten            |
| ---------------- | ------------------------ |
| NAME             | Lämmerhirt, Kai          |
| KURZBESCHREIBUNG | deutscher Altorientalist |
| GEBURTSDATUM     | 1973                     |